# Кубок Англії з футболу 1879—1880
Кубок Англії з футболу 1879—1880 — 9-й розіграш найстарішого футбольного турніру у світі, Кубка виклику Футбольної Асоціації, також відомого як Кубок Англії. Вперше титул здобув Клепем Роверз.

## Перший раунд
Клуби Астон Вілла та Провіденс пройшли до наступного раунду після жеребкування.
| Дата                      | Господарі             | Рахунок | Гості                 |
| ------------------------- | --------------------- | ------- | --------------------- |
|                           | Бірмінгем             | +:-     | Пантерс               |
|                           | Генлі                 | +:-     | Редінг                |
|                           | Олд Ітоніанс          | +:-     | Барнс                 |
|                           | Шеффілд               | +:-     | Квінз Парк            |
|                           | Вест Енд              | +:-     | Свіфтс                |
| 25 жовтня                 | Мейденгед             | 3:1     | Калтгорп              |
| 1 листопада               | Блекберн Роверз       | 5:1     | Тайн Ассоціейшн       |
| 1 листопада               | Іглі                  | 0:1     | Дарвен                |
| 1 листопада               | Кілдар                | 0:3     | Грешем                |
| 1 листопада               | Москітос              | 3:1     | Сент-Пітерс Інстітьют |
| 1 листопада               | Пілігрімс             | 5:2     | Кларенс               |
| 1 листопада               | Саут Норвуд           | 4:2     | Брентвуд              |
| 1 листопада               | Тартон                | 7:0     | Брігг                 |
| 6 листопада               | Оксфорд Юніверсіті    | 1:1     | Марлоу                |
| 10 листопада Перегравання | Марлоу                | 0:1     | Оксфорд Юніверсіті    |
| 8 листопада               | Актон                 | 0:4     | Олд Картузіанс        |
| 8 листопада               | Клепем Роверз         | 7:0     | Ромфорд               |
| 8 листопада               | Фінчлі                | 1:2     | Олд Гарровіанс        |
| 8 листопада               | Грей Фрайарс          | 2:1     | Гановер Юнайтед       |
| 8 листопада               | Гендон                | 1:1     | Олд Форестерс         |
| 15 листопада Перегравання | Олд Форестерс         | 2:2     | Гендон                |
| 22 листопада Перегравання | Гендон                | 3:1     | Олд Форестерс         |
| 8 листопада               | Готспур               | 1:1     | Аргонавтс             |
| 15 листопада Перегравання | Аргонавтс             | 0:1     | Готспур               |
| 8 листопада               | Ноттінгем Форест      | 4:0     | Ноттс Каунті          |
| 8 листопада               | Стаффорд Роад         | 2:0     | Венсбері Строллерс    |
| 13 листопада              | Роял Енджинірс        | 2:0     | Кембридж Юніверсіті   |
| 15 листопада              | Гертфордшир Рейнджерс | 2:1     | Мінерва               |
| 15 листопада              | Ремнантс              | 1:1     | Аптон Парк            |
| 25 листопада Перегравання | Аптон Парк            | 5:2     | Ремнантс              |
| 15 листопада              | Рочестер              | 0:6     | Вондерерз             |

## Другий раунд
До другого раунду увійшли переможці першого раунду.
Клуби Олд Ітоніанс та Олд Гарровіанс пройшли до наступного раунду після жеребкування.
| Дата                   | Господарі       | Рахунок | Гості                 |
| ---------------------- | --------------- | ------- | --------------------- |
|                        | Пілігрімс       | +:-     | Гертфордшир Рейнджерс |
| 29 листопада           | Генлі           | 1:3     | Мейденгед             |
| 6 грудня               | Блекберн Роверз | 3:1     | Дарвен                |
| 13 грудня              | Стаффорд Роад   | 1:1     | Астон Вілла           |
| 24 січня Перегравання  | Астон Вілла     | 3:1     | Стаффорд Роад         |
| 13 грудня              | Тартон          | 0:6     | Ноттінгем Форест      |
| 13 грудня              | Вест Енд        | 1:0     | Готспур               |
| 15 грудня              | Шеффілд         | 3:3     | Провіденс             |
| 29 грудня Перегравання | Шеффілд         | 3:0     | Провіденс             |
| 20 грудня              | Клепем Роверз   | 4:1     | Саут Норвуд           |
| 20 грудня              | Грей Фрайарс    | 9:0     | Грешем                |
| 20 грудня              | Гендон          | 7:1     | Москітос              |
| 23 грудня              | Роял Енджинірс  | 4:1     | Аптон Парк            |
| 10 січня               | Вондерерз       | 1:0     | Олд Картузіанс        |
| 19 січня               | Бірмінгем       | 0:6     | Оксфорд Юніверсіті    |

## Третій раунд
До третього раунду увійшли переможці другого раунду.
Клуби Грей Фрайарс, Гендон, Вест Енд, Шеффілд та Мейденгед пройшли до наступного раунду після жеребкування.
| Дата     | Господарі          | Рахунок | Гості           |
| -------- | ------------------ | ------- | --------------- |
|          | Оксфорд Юніверсіті | +:-     | Астон Вілла     |
| 17 січня | Клепем Роверз      | 7:0     | Пілігрімс       |
| 24 січня | Олд Ітоніанс       | 3:1     | Вондерерз       |
| 31 січня | Ноттінгем Форест   | 3:1     | Блекберн Роверз |
| 4 лютого | Роял Енджинірс     | 4:0     | Олд Гарровіанс  |

## Четвертий раунд
До четвертого раунду увійшли переможці третього раунду.
| Дата      | Господарі        | Рахунок                             | Гості              |
| --------- | ---------------- | ----------------------------------- | ------------------ |
| 7 лютого  | Олд Ітоніанс     | 5:1                                 | Вест Енд           |
| 14 лютого | Клепем Роверз    | 2:0                                 | Гендон             |
| 14 лютого | Мейденгед        | 0:1                                 | Оксфорд Юніверсіті |
| 18 лютого | Роял Енджинірс   | 1:0                                 | Грей Фрайарс       |
| 19 лютого | Ноттінгем Форест | 2:2 (Шеффілд був дискваліфікований) | Шеффілд            |

## П'ятий раунд
До п'ятого раунду увійшли переможці четвертого раунду.
Клуб Ноттінгем Форест пройшов до наступного раунду після жеребкування.
| Дата                    | Господарі          | Рахунок | Гості          |
| ----------------------- | ------------------ | ------- | -------------- |
| 21 лютого               | Клепем Роверз      | 1:0     | Олд Ітоніанс   |
| 5 березня               | Оксфорд Юніверсіті | 1:1     | Роял Енджинірс |
| 15 березня Перегравання | Оксфорд Юніверсіті | 1:0     | Роял Енджинірс |

## Півфінали
У півфіналах зіграли команди, що перемогли на попередньому етапі.
Клуб Клепем Роверз пройшов до фіналу після жеребкування.
| Дата       | Господарі          | Рахунок | Гості            |
| ---------- | ------------------ | ------- | ---------------- |
| 27 березня | Оксфорд Юніверсіті | 1:0     | Ноттінгем Форест |

## Фінал
| 10 квітня 1880 |

| Клепем Роверз   | 1:0      | Оксфорд Юніверсіті |
| --------------- | -------- | ------------------ |
| Ллойд-Джонс 84' | Протокол |                    |

| Кеннінгтон Овал, Лондон Глядачів: 6 000 Арбітр: Майор Френсіс Мариндін |